# Attilio Zuccagni
Attilio Zuccagni (Firenze, 1754 – Firenze, 21 ottobre 1807) è stato un botanico italiano.

## Biografia
Attilio Zuccagni, zio del noto geografo Attilio Zuccagni-Orlandini, nacque a Firenze e si laureò in medicina presso l'Università di Pisa.
Svolse, inizialmente, la professione di medico alla corte del Granduca di Toscana. Successivamente si recò in Spagna, dove compì una serie di esplorazioni scientifiche. Rientrato a Firenze, fu chiamato poco più che ventenne, nel 1775, al neo-costituito Reale Museo di fisica e storia naturale, per classificare la nascente collezione voluta dal granduca Pietro Leopoldo. Divenne direttore dell'orto botanico, che ampliò notevolmente.
Il 4 gennaio 1784 divenne Socio dell'Accademia delle Scienze di Torino.
La sua attività di ricerca e di scoperta di nuove specie, svolta anche con il contributo di Giuseppe Raddi, che del primo fu assistente dal 1785 al 1795, confluì in una serie di pubblicazioni scientifiche, fra le quali resta una curiosa Centuria di osservazioni botaniche.
Nel 1807, istituito un liceo all'interno del Museo, accettò la cattedra di zoologia e mineralogia, che tuttavia poté reggere per poco meno di un anno, a causa della morte, sopravvenuta il 21 ottobre 1807.
Fu anche segretario dell'Accademia dei Georgofili.
| Zuccagni è l'abbreviazione standard utilizzata per le piante descritte da Attilio Zuccagni. Consulta l'elenco delle piante assegnate a questo autore dall'IPNI. |

## Pubblicazioni
- De naturali liliorum, quae ante simulacra deiparae locantur, fructificatione, veluti prodigium evulgata, Firenze 1769.
- Dissertazione concernente l'istoria di una pianta panizzabile dell'Abissinia conosciuta da quei popoli sotto il nome di tef, Firenze 1775.
- Sopra le saline di Corneto. Voto per la verità, con Giuseppe Petri e Ottaviano Targioni Tozzetti, Firenze 1803.
- Synopsis plantarum quae virescunt in horto botanico Musei Regii Florentini, Firenze 1806.
- Centuria 1. Observationum botanicarum, quas in horto regio florentino ad stirpes eiusdem novas vel rariores, Firenze 1806.